# Hermann Reschny
Hermann Reschny, född 15 juni 1898 i Stammersdorf, Wien, död 7 januari 1971 i Graz, var en österrikisk nazistisk politiker och SA-Obergruppenführer. Han var ledamot av Förbundsrådet (Bundesrat) och ledare för SA i Österrike. År 1948 dömdes Reschny till 16 års fängelse, men frisläpptes 1957.

### Webbkällor
- ”Hermann Reschny” (på tyska). Republik Österreich Parlament Wer ist Wer. Arkiverad från originalet den 3 juli 2013. https://www.webcitation.org/6HqPEbcDL?url=http://www.parlament.gv.at/WWER/PAD_01670/. Läst 3 juli 2013.